# Ola Tomas Svensson
Ola Tomas Svensson (11 luglio 1967) è un ex calciatore svedese, di ruolo difensore.

## Carriera

### Club
Svensson cominciò la carriera con la maglia del Degerfors.
Nella seconda metà degli anni 90 si trasferì in Norvegia, precisamente al Moss e poi all'Aalesund.
Successivamente tornò al Degerfors, dove chiuse la carriera nel 2002.